# ネットワーク中心の戦い
ネットワーク中心の戦い（ネットワークちゅうしんのたたかい 英語：Network-Centric Warfare, NCW）は、アーサー・セブロウスキーおよびジョン・ガルストカによって創案された革新的軍事コンセプト。高次の情報ネットワークによって情報を伝達・共有することで、意思決定を迅速化するとともに戦力運用を効率的に行うことを目的としており、ネットワーク中心コンピューティング（NCC）のコンセプトを軍事用C4Iシステムに応用したものである。イギリス軍においてもネットワークを駆使できる能力（NEC）の名称で同等のものが検討されている。

## 概要
NCWの基本的なコンセプトは、センサー機能、意思決定機能、攻撃機能をネットワークで連接することで戦闘力を増大することにある。セブロウスキーは、NCWの特長について、「指揮官の意図に基づく戦略、作戦および戦術上の目標達成に利用する高度の共有戦闘空間認識を確保するための地理的に分散した兵力の能力」であるとしている。すなわち
、
1. 情勢認識の共有
: C4Iシステムによって共通戦術/作戦状況図（CTP/COP）を生成することで、全ての部隊の全ての将校・下士官・兵士が、戦場の情勢認識を共有する。
2. 自己同期の増大
: 下級将校・下士官・兵士の権限を拡大することで、彼らが自ら意思決定し、行動できるようにする。
3. 迅速な指揮
: 従来形成されてきた、全階梯を通じた逐次的なOODAループからの脱却により、意思決定速度の向上を図る。

上記の3要件を達成することにより、下記の3利点が獲得されるのである。
1. 作戦展開速度の向上
2. 殺傷力の増大
3. 残存性の増大

言いかえれば、「分散配置した各ユニットをネットワークで連接して高度の情報共有を実現することで、ISR（情報（Intelligence）、監視（Surveillance）と偵察（Reconnaissance））の対象範囲を拡大するとともに地理的に離れたユニット間で情勢認識を共通化し、これを元に組織末端にある程度の意思決定権限を委任して意思決定と行動を迅速化することによって主導権を握り、また、火力発揮を効率化することによって、実質的な戦闘力を増大させる」というものであり、極めて端的にいえば、高度なC4Iシステムを背景にした機略戦である。
このことから分かるとおり、NCWは、従来より採用されてきた、個々の兵器などプラットフォームに拘ったPCW (Platform-Centric Warfare) の対極に位置づけられているが、必ずしも二者択一の関係ではなく、あくまで、NCWを重視するか、PCWを重視するかの傾向に過ぎない。 それゆえ、既存の兵器システムであっても、運用者の意識改革によって、ただちにNCWコンセプトを適用することもできる。例えば、日本海海戦は、NCWコンセプトが提唱されるよりも100年以上早くに戦われた戦闘であるが、実際には、当時発達し始めていた無線通信システムを基盤としたNCWコンセプトの初適用例であったことが指摘されている。

## NCWの変革性
海上自衛隊のシステム担当者であった大熊康之は、NCWコンセプトが旧来の軍事コンセプトを根本から揺るがすものであると主張し、その革新性は、
1. 戦闘力の枠組みの転換
2. ボトムアップ / 自己同期

の2点にあると指摘している。

### 戦闘力の枠組みの転換
NCWの変革性の第一は、グリッド・コンピューティングの概念を導入してのパラダイムシフトにある。
従来の概念は、NCWと対比してPCW (Platform-Centric Warfare) と称される。PCWにおいて、戦闘力の根源は、センサー機能と意思決定機能、交戦機能が自己完結するかたちで組み込まれた個々のプラットフォームにこそあるものとされている。
これに対し、NCWにおいては、この枠組みを解体し、全プラットフォームを、情報系、センサー系、交戦系グリッドの部分集合として捉えなおすという枠組みの転換がなされている。
情報系グリッド
NCWの基盤となるグリッドであり、戦略/作戦/戦術の各階梯で使用される各種C4Iシステムによって構成されている。各種データのPoint-to-PointまたはBroadcast伝送を行なうほか、交戦系グリッドで火力発揮に使用されるソフトウェアは、このグリッドのハードウェア（戦術情報処理装置や射撃管制装置など）上で動作することになる。
センサー系グリッド
偵察衛星などの専用プラットフォーム装備の特殊センサーのほか、イージス艦のレーダーから歩兵の目に至るまで、全プラットフォーム装備のセンサーが含まれる。センサーグリッドと交戦系グリッドは、物理的なコンポーネントは存在するものの、グリッドそのものは仮想的なものである。
交戦系グリッド
陸海空、また宇宙や電脳空間に配置された武器システムとその運用ソフトウェアによって構成されている。イージス艦装備のトマホーク巡航ミサイルから歩兵の小銃までが含まれる。また、火力装備には限定されないため、電子戦装置についてもここに含まれることとなる。

### ボトムアップ / 自己同期
NCWの変革性の第二は、組織末端への意思決定権限委任、および自己同期化による、作戦指揮手順における逐次的OODAループからの脱却・革新にある 。
すなわち、適切な交戦規定 (ROE) 策定の上で、下級指揮官に対して意思決定権限を委任（Bottom-Up/Power to the Edge）し、中間階梯を大幅に削減することで、指揮構造を平坦化する。また、高度なC4Iシステムの支援の下で共通戦術/作戦状況図（CTP/COP）を作成することで、全階梯を通じて情勢認識および上級指揮官の意図を共有し、下級指揮官が主体的に敵情に対応して行動を起こすようにする (自己同期: Self-Synchronization)ことで、意思決定・実行を飛躍的に迅速化する。特に自己同期は、効果中心の作戦（EBO）を遂行するNCWの原動力の切り札である。
このように、高度な情報共有と適切な交戦規定によって、各級指揮官が各自判断のもとで率先して行動することにより、従来より採用されてきた逐次的なOODAループを脱却し、迅速な意思決定と行動によって敵の先手を打ち、さらに実質的な戦闘力も大幅に増大させることが可能となる。
また、ボトムアップ / 自己同期は、兵力の分散配置を可能とし、またそれを必要とする。従来は、指揮統制および火力の集中のため、兵力は集中配置されることを旨としており、分散配置は各個撃破を招くのみであった。しかし、大量破壊兵器所持の敵に対しては、集中した兵力は適切な目標を提供することにもなった。情報・通信技術の進歩、そして武器の覆域拡大は、兵力の分散配置を可能としており、また、NCWコンセプトの下では、兵力の分散配置は、センサーおよび交戦グリッドをより広域に配置できることをも意味することから、兵力を地理的に分散して配置することも十分に有利な選択肢となる。

## NCWコンセプトの導入

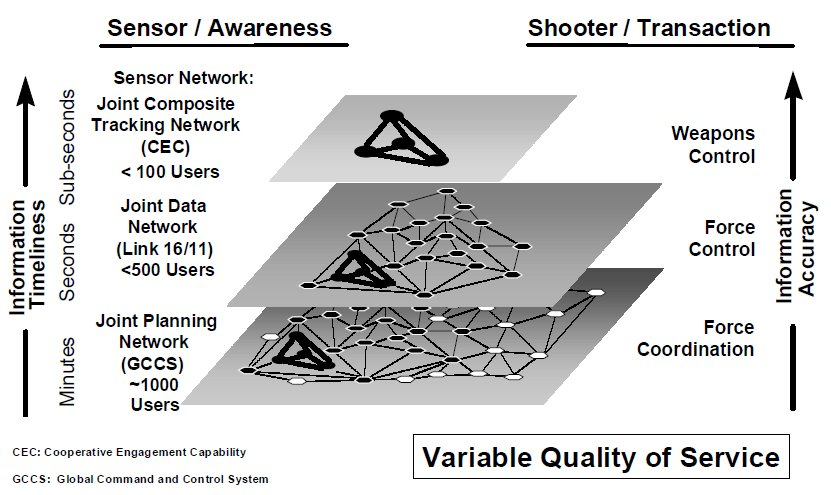
NCWコンセプトのもとで再構築されたアメリカ海軍のC4Iシステム

アメリカ海軍は、艦隊戦闘実験において、NCWコンセプト採用時とPCWコンセプト（在来型）採用時の相対比較を行うことにより、NCWの有用性を検討した。この結果、平均的な意思決定サイクルは43分から23分に短縮され、任務遂行に要する時間は50%減少、射撃の有用性は逆に50%増大し、艦隊の防御網を突破した敵舟艇数は1/10に減少したのである。これによってNCWコンセプトの有用性は立証され、2003年11月、ドナルド・ラムズフェルド国防長官は統合作戦コンセプト（CCJO）を認可し、これによってNCWコンセプトのアメリカ全軍への導入が決定された。
しかし、NCWコンセプトの導入には、各級指揮官への教育、交戦規定の策定、C4Iシステムの整備など、多大な労力が必要となる。このことから、NCWコンセプトの導入は段階的に進められており、2010年までにNCWコンセプトに則った作戦を実行可能とし、全面実用化は2030年を目標としている。 なお、アメリカ統合軍は現在、NCWを実現する情報基盤として全地球情報グリッド(Global Information Grid, GIG) の整備を進めているほか、アメリカ陸軍のフューチャー・コンバット・システム (FCS)、アメリカ海軍の共同交戦能力 (CEC) は、NCWコンセプトを導入した戦闘コンセプトとして開発されている。また、特にNCWコンセプトの元祖であるアメリカ海軍は、1990年代より次世代艦艇の総合的開発計画としてSC-21計画を進めていたが、NCWコンセプトに基づいて計画を全面的に見直し、ミサイル巡洋艦『CG(X)』 - ミサイル駆逐艦『DD(X)』 - そして沿海域戦闘艦『LCS』 の組み合わせという新方針を策定するに至った。